# Psapharochrus solisi
Psapharochrus solisi là một loài bọ cánh cứng trong họ Cerambycidae.